# Kraftfält

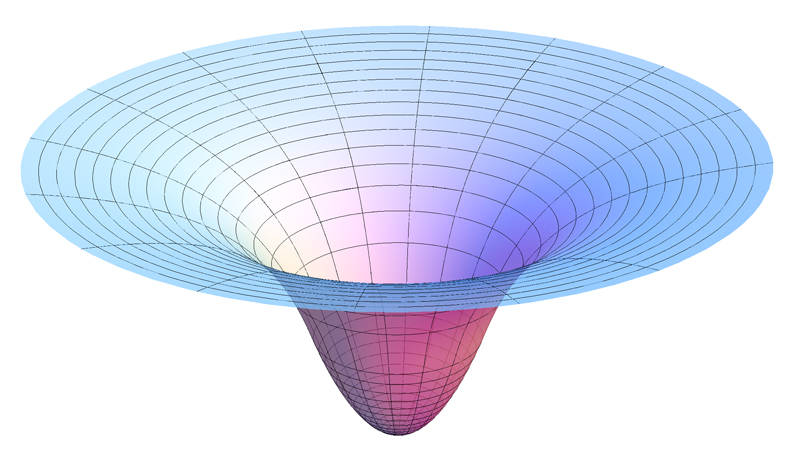
Diagram av en tvådimensionell skiva av gravitationspotentialen i och runt en enhetlig sfärisk kropp. Böjningspunkterna för tvärsnittet är på kroppens yta.

Kraftfält är ett område inom vilket en kraft verkar och är ett begrepp inom fysiken som innebär att varje punkt i rummet eller del av rummet tillordnas en kraftvektor, en entydig kraft med riktning. Kraftfält är alltså ett vektorfält som motsvarar en kontaktfri kraft som verkar på en partikel vid olika positioner i rummet. Specifikt är ett kraftfält ett vektorfält {\displaystyle F}, där {\displaystyle F(r)} är den kraft som en partikel skulle känna om den befann sig i positionen {\displaystyle r}.
Kraftfälten kan vara tidsberoende, vilket i allmänhet gäller för exempelvis de som är associerade med elektriska fält. Vissa krafter, inklusive friktion, luftmotstånd och den magnetiska kraften på en laddad partikel, beror på partikelns hastighet förutom dess position. Därför kännetecknas dessa krafter inte av ett kraftfält.
Kraftfält introducerades genom Michael Faradays arbeten om elektromagnetism.

## Exempel på kraftfält
- Inom newtonsk gravitation, orsakar en partikel med massan M ett gravitationsfält

{\displaystyle {\vec {g}}={\frac {-GM}{r^{2}}}{\hat {r}}},
där en radiellt riktad enhetsvektor {\displaystyle {\hat {r}}} är riktad bort från partikeln. Den gravitationella kraften som verkar på en partikel med massan  m ges av 
{\displaystyle {\vec {F}}=m{\vec {g}}}. 
- Ett elektriskt fält {\displaystyle {\vec {E}}} är ett vektorfält. Det utövar en kraft på en enhetsladdning q enligt {\displaystyle {\vec {F}}=q{\vec {E}}}. [4]

- Ett gravitationellt kraftfält är en fysikalisk modell som används för att förklara det inflytande som en massiv kropp har på rummet i dess omgivning orsakande en kraft på en annan massiv kropp.[5]

## Arbete uträttat av ett kraftfält
När en partikel rör sig genom ett kraftfält längs en bana mellan punkterna s1 och s2 bestäms det av kraften uträttade arbetet av en linjeintegral
{\displaystyle W\equiv \int _{\mathbf {s} _{1}}^{\mathbf {s} _{2}}\mathbf {F} (\mathbf {s} )\cdot \mathrm {d} \mathbf {s} }
som är oberoende av partikelns hastighet och rörelsemängd.

### Konservativa kraftfält
Kraftfält kan vara konservativa, liksom vektorfält i allmänhet. För ett konservativt kraftfält {\displaystyle \mathbf {F} } gäller tre ekvivalenta egenskaper:
1. Rotationen av {\displaystyle \mathbf {F} } är noll:
{\displaystyle \nabla \times \mathbf {F} =0.\,}
2. Kraftfältet kan skrivas som den negativa gradienten av en potential (vilket för krafter är en energi) {\displaystyle V}:
{\displaystyle \mathbf {F} =-\nabla V.\,}
3. Linjeintegralen för kraftfältet, arbetet,  ges av potentialens värde i start- respektive slutpunkten, vilket innebär att den är oberoende av vägen:
{\displaystyle W\equiv \int _{\mathbf {s} _{1}}^{\mathbf {s} _{2}}\mathbf {F} (\mathbf {s} )\cdot \mathrm {d} \mathbf {s} =V(\mathbf {s} _{2})-V(\mathbf {s} _{1})}
Elektriska krafter, gravitationskrafter och elastiska fjäderkrafter är exempel på konservativa krafter. 
Om en kraft inte motsvaras av ett vektorfält är det första villkoret odefinierat, medan villkor 2 och 3 fortfarande går att undersöka. Till exempel är friktionen inte är en konservativ kraft; friktionen är alltid motriktad rörelsen, så att integranden för arbetet, {\displaystyle \mathbf {F} (\mathbf {s} )\cdot \mathrm {d} \mathbf {s} }, är alltid negativ, vilket innebär att W < 0. I det fall då arbetet uträttas längs en sluten kurva, det vill säga då {\displaystyle \mathbf {s} _{1}=\mathbf {s} _{2}}, innebär villkor 3 att arbetet skall vara noll. Alltså uppfyller inte friktionskraften villkoret att vara oberoende av vägen.
Magnetiska krafter utgör ett specialfall av krafter som inte är vektorfält, eftersom villkor 2 inte är uppfyllt (kraften saknar potential), medan villkor 3 är uppfyllt: om en laddning rör sig i ett likformigt magnetfält kommer lorentzkraften {\displaystyle \mathbf {F} =q\mathbf {v} \times \mathbf {B} } alltid att vara vinkelrät mot banan, varför arbetet blir noll och därmed oberoende av vägen. Det råder därför oenighet om huruvida magnetiska krafter skall betraktas som konservativa.